# Prix Michel-Monpetit
Le prix Monpetit ou prix Michel-Monpetit est un prix scientifique français créé en 1977 par l'Académie des sciences pour récompenser un chercheur ou un ingénieur pour ses travaux dans le domaine des mathématiques appliquées ou de l'informatique. Son nom vient de Michel Monpetit, directeur adjoint de l'IRIA (devenu l'INRIA entretemps), décédé en 1976 dans un accident de voiture. Ce prix est référencé par l'Académie des sciences sous la dénomination « Prix Michel Monpetit – INRIA », dans la catégorie « Prix Thématiques/Sciences mécaniques et informatiques ».

## Lauréats
- 1978 : Claude Pair
- 1984 : Georges Giralt
- 1985 : Alain Colmerauer
- 1986 : Claude Aumasson et Jean Berstel
- 1987 : Michel Fliess
- 1988 : Jean Céa
- 1989 : Pierre Bernhard
- 1990 : Gérard Berry
- 1991 : Ioan Doré Landau et Odile Macchi
- 1992 : Gilles Kahn
- 1993 : Jean-Pierre Quadrat
- 1994 : Philippe Flajolet
- 1995 : Albert Benveniste
- 1996 : Paul Camion
- 1997 : Michel Sorine
- 1998 : Michel Gondran
- 2000 : Jean-Pierre Jouannaud
- 2001 : Patrick Flandrin
- 2002 : Paul-Louis Georges
- 2003 : Jean-François Cardoso
- 2004 : Paul Caspi et Nicolas Halbwachs
- 2005 : Pierre Comon
- 2006 : Frédéric Boyer
- 2007 : Xavier Leroy
- 2008 : Françoise Lamnabhi-Lagarrigue
- 2009 : Simon Thorpe
- 2010 : Mila Nikolova (en)
- 2011 : Anne-Marie Kermarrec
- 2012 : Fabrice Wendling
- 2013 : Laure Blanc-Féraud
- 2014 : François Fages (en)
- 2015 : Christine Paulin-Mohring
- 2016 : Éric Chassande-Mottin
- 2017 : Karine Beauchard[1]
- 2018 : Gérard Biau
- 2019 : Paolo Robuffo Giordano[2]
- 2020 : Patrice Abry (en)[3]
- 2021 : Antonin Chambolle[4]
- 2022 : Marco Di Renzo[5]
- 2023 : Stéphane Gaubert
- 2024 : Nicolas Petit [6]